# Clara Zetkin
Clara Zetkin, de soltera Clara Eißner (5 de julio de 1857-20 de junio de 1933), fue una política alemana comunista y luchadora por los derechos de la mujer. Militó en el Partido Socialdemócrata de Alemania hasta 1917, momento en el que ingresó en el Partido Socialdemócrata Independiente de Alemania (USPD), concretamente en su ala más izquierdista, la Liga Espartaquista, que acabaría formando posteriormente el Partido Comunista de Alemania (KPD). Fue elegida, por el voto, cómo diputada del Reichstag por este partido durante la República de Weimar desde 1920 hasta 1933.

## Juventud
Clara Zetkin se mudó a la ciudad de Leipzig para cursar estudios de profesorado, allí se relacionó con los emigrados rusos, entre ellos su futuro esposo Ossip Zetkin. En 1874, tras finalizar sus estudios, Zetkin entró en contacto con el movimiento obrero y femenino en Alemania, afiliándose al Partido Socialista de los Trabajadores (SAP) en 1878. Este partido había sido fundado en 1875 por la unión de dos partidos anteriores: la Asociación General de Trabajadores Alemanes (ADAV) de Ferdinand Lassalle y el Partido Socialdemócrata de los Trabajadores (SDAP) de August Bebel y Wilhelm Liebknecht. En 1890 cambió su nombre al actual Partido Socialdemócrata Alemán (SPD).[cita requerida]

## Exilio
A causa de la prohibición de las actividades socialistas en Alemania dictada por Otto von Bismarck en 1878, Zetkin se refugió en Zúrich (Suiza) en 1882, una de las ciudades álgidas de la socialdemocracia europea, donde escribió y distribuyó literatura clandestina y también conoció a muchos líderes socialistas internacionales, como Plejánov y Vera Zasulich.
Años más tarde se traslada a París (Francia), donde toma contacto con anarquistas y dirigentes marxistas del movimiento obrero francés, entre ellos Jenny y Laura Marx, Paul Lafargue y Jules Guesde. Jugó entonces un importante papel en la fundación de la Segunda Internacional. Tuvo a su cargo la redacción de los informes y documentos, y la representación de las socialistas de Berlín. En el informe que redacta del Congreso fundacional, define la necesidad inmediata de abordar la lucha de las mujeres por parte de los partidos socialistas y de ganar a sus filas a las mujeres obreras. Estas posiciones se enfrentaron, por un lado, a las del sufragismo (que, al estar integrado mayormente por mujeres de posiciones acomodadas, no tenía un horizonte más lejano que la equiparación de derechos civiles y políticos con los de los hombres de su misma posición); y, por otro lado, a las resistencias que encontró dentro del propio movimiento socialdemócrata que integraba. En un documento titulado Directrices para el movimiento comunista femenino, presentado en 1921 en el III Congreso Mundial de la Internacional Comunista, Zetkin escribe:

La II Internacional toleró que las organizaciones inglesas afiliadas lucharan durante años por la introducción de un derecho de voto femenino restringido, lo cual, de haber sido conseguido, sólo hubiera aumentado el poder político de los poseedores y reforzado su resistencia contra el sufragio universal para todos los adultos. Permitió también que el partido socialdemócrata belga y, más tarde, el austríaco, se negasen a incluir, en sus grandes luchas por el derecho de voto, la reivindicación del sufragio universal femenino. De hecho, el Congreso de la II Internacional celebrado
en Stuttgart comprometió a los partidos socialdemócratas de todos los países a iniciar la lucha por el sufragio universal femenino como parte esencial e irrenunciable de la lucha general del proletariado por el derecho de voto y por el poder, en neta contraposición con las aspiraciones feministas y demócrata-burguesas, rechazando cualquier política oportunista-reformista.

Adoptó el nombre de su marido, el revolucionario ruso Ossip Zetkin, del que tuvo dos hijos. Posteriormente, Zetkin estaría casada con el artista George Friedrich Zundel desde 1899 hasta 1928.

## Comienzo por la lucha de los derechos de la mujer
Clara Zetkin se interesó mucho en la política sobre la mujer, la lucha por la igualdad de derechos y el derecho al voto, impulsando el movimiento femenino en la socialdemocracia alemana. Desde su vuelta a Alemania en 1891 y hasta 1917 editó el periódico Die Gleichheit (La Igualdad) que aumentó su tirada de 4000 a 100 000 ejemplares en los primeros diez años. En 1907 se convirtió en líder de la nueva Oficina de la Mujer del SPD.

### Internacional Socialista de Mujeres
El 17 de agosto de 1907 se celebró la primera Conferencia Internacional de Mujeres Socialistas en Stuttgart (Alemania). Un grupo de 58 delegadas, entre las que se encontraba Clara Zetkin, fundaron la organización que hoy se conoce con el nombre de Internacional Socialista de Mujeres. En esta conferencia se nombró a Clara Zetkin Secretaria Internacional de la Mujer.
En el II Encuentro Internacional de Mujeres Socialistas, que se celebró en 1910 en Copenhague (Dinamarca), al que asistieron más de 100 delegadas, Clara Zetkin y Käte Duncker participaron en representación del Partido Socialista Alemán y presentaron la propuesta de conmemorar un "Día Internacional de la Mujer" o "Día de la Mujer Trabajadora" en un acto de solidaridad internacional con los delegados de Estados Unidos que habían honrado la huelga de las trabajadoras del textil en 1910 con un Día de las mujeres de EE. UU., que empezó a conmemorarse en marzo de 1911.

## Lucha durante la Primera Guerra Mundial
Durante la Primera Guerra Mundial, Clara Zetkin, Karl Liebknecht y Rosa Luxemburgo, junto a otros influyentes miembros del SPD, rechazaron la política pactista del partido con el gobierno, la cual suprimía las huelgas obreras durante el conflicto armado. Junto con otros activistas antibelicistas, Zetkin organizó una conferencia internacional de mujeres socialistas contra la guerra en Berlín en 1905. A consecuencia de sus opiniones fue arrestada varias veces durante la guerra.[cita requerida]
En 1916 Clara Zetkin fue una de las fundadoras de la Liga Espartaquista y del Partido Socialdemócrata Independiente de Alemania (USPD), escisión del SPD en 1917 en protesta por su actitud a favor de la guerra. En enero de 1919, tras la Revolución de Noviembre en el año anterior, se fundó el Partido Comunista de Alemania (KPD), partido al que se unió Zetkin, siendo elegida representante en el Reichstag entre 1920 y 1933. De este periodo data su entrevista con Lenin.
Hasta 1924 Zetkin fue miembro de la oficina central del KPD, y entre 1927 y 1929 fue miembro de su comité central. También fue miembro del comité ejecutivo de la Internacional Comunista (el Comintern) desde 1921 hasta 1933. En 1925 fue elegida presidenta de la asociación de solidaridad "Socorro Rojo". En agosto de 1932, como presidenta del Reichstag al ser el miembro de más edad, hizo el llamamiento de esta institución a la lucha contra el nazismo.[cita requerida]
- Orden de Lenin (1932)
- Orden de la Bandera Roja (1927)

## Últimos años y muerte

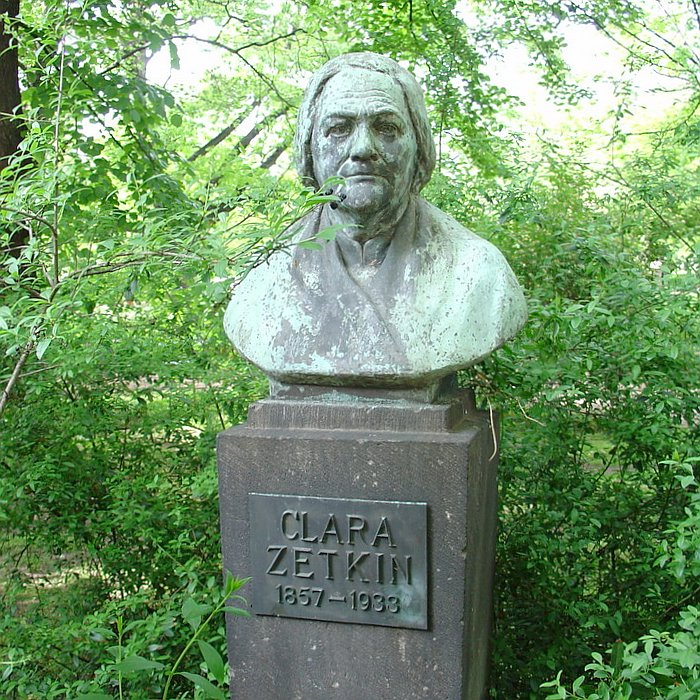
Monumento de Clara Zetkin

Clara Zetkin propuso la idea del Día de la mujer trabajadora, que fue declarado en su segunda conferencia, y se indica que este será celebrado cada 8 de marzo.
Cuando Adolf Hitler y su NSDAP tomaron el poder, el Partido Comunista fue ilegalizado y el Reichstag incendiado en 1933. Clara Zetkin se exilió de nuevo, esta vez en la Unión Soviética, donde murió el 20 de junio de 1933 en Moscú, a la edad de 75 años. Fue enterrada en la Necrópolis de la Muralla del Kremlin en Moscú.[cita requerida]

## Otras lecturas
- Clara Zetkin: escritos selectos, Clara Zetkin, 1991 ISBN 0-7178-0611-1
- Clara Zetkin como locutora socialista Dorothea Reetz, 1987 ISBN 0-7178-0649-9
- On the History of the German Working Class Women's Movement Clara Zetkin, Alan Freeman (introducción) ISBN 0-7453-0453-2